# Tropa Deadpool
Tropa Deadpool (do original em inglês Deadpool Corps) é um grupo fictício de Anti-heróis de histórias em quadrinhos do Universo Marvel, publicada pela editora Marvel Comics. 

## Historia
Tudo começou depois que o Deadpool foi Contratado pela A.I.M. para localizar o zumbido, desencarnado cabeça de Deadpool da Terra-2149 (mais tarde Headpool), Deadpool-616 teve uma mudança de coração e decidiu ajudar Headpool voltar à sua própria dimensão. Deadpool, Headpool e Doutora Betty Swanson (uma cientista A.I.M. e contato de Deadpool-616 dentro da organização), e A.I.M. agente Bill viajou para a Florida Everglades para que Deadpool-616 vinhesse a usar o poder do Nexus de todas as realidades, um ponto local que une todas as dimensões do multiverso, para devolver a Headpool à sua dimensão. Entretanto, duas contrapartes dimensionais que entram no nexo ao mesmo tempo causaram uma ruptura no nexo, emitindo Deadpool e Headpool a várias outras dimensões, travando-se à posição do Deadpool dessa realidade a 616. O par viajou pela primeira vez para a Terra-6466 onde conheceram Major Wilson uma versão do Deadpool naquela realidade. Seu code nome era Deadpool da SHIELD, que os capturou acreditando que eram batedores enviados de uma força de fuga através do portal dimensional com propósito de destruir aquele universo. Enganando o Major a acreditar que a Headpool era um simbiote e o par precisava um do outro para sobreviver, Deadpool-616 ganhou a vantagem e escapou com a Headpool para o portal dimensional.

## Membros
- Deadpool

Wade Wilson é um anti-heroi mercenário da Terra-616, que é o universo principal de quadrinhos da Marvel Comics.
- Dogpool

Wade Wilson é uma versão canina do Deadpool que vem da Terra-103173.
- Headpool

Wade Wilson é a versão Zombie do Deadpool que vem da Terra-2149.
- Kidpool

Wade Wilson é uma versão Infantil do Deadpool que vem da Terra-4017.
- Lady Deadpool

Wanda Wilson é a versão feminina do Deadpool que vem da Terra-3010.

## Em outras mídias

### Cinema

#### Universo Cinematográfico Marvel
- A Tropa Deadpool aparece no filme Deadpool & Wolverine, de 2024, do Universo Cinematográfico Marvel.

## Referencias
1. ↑  https://www.marvel.com/teams-and-groups/deadpool-corps
2. ↑  https://www.marvel616.com/2015/01/e-tropa-deadpool-voltou-ah-nao.html
3. ↑  https://www.marvel.com/characters/betty-swanson